# Neustadt am Kulm
Neustadt am Kulm  je německé město v zemském okrese  Neustadt an der Waldnaab ve vládním obvodě Horní Falc v Bavorsku. Neustadt am Kulm je členem spolku obcí Eschenbach.

## Geografie
Neustadt se nachází v oblasti Horní Falc sever na úpatí Rauhen Kulm. Většími sousedními městy jsou Amberg, Bayreuth, Marktredwitz a Weiden. Jsou vzdálené asi půl až tři čtvrtě hodiny cesty autem. Řezno, Norimberk, Bamberk, Hof a Cheb v České republice jsou vzdálené asi hodinu cesty.

### Geologie
Krajina kolem města oplývá rozsáhlými lesy a nabízí řadu turistických tras. Z geologického hlediska jsou obzvláště zajímavé dvě sopky, Rauhe Kulm a Kleine Kulm. Vznikly v souvislosti s vývojem Alp. Město leží v zemědělské oblasti.

### Sousední obce
Neustadt am Kulm sousedí s následujícími obcemi od západu: Vorbach, Speinshart, Speichersdorf (v zemském okrese Bayreuth), Kemnath, Kastl (obě v zemském okrese Tirschenreuth) a Trabitz.
| Růžice kompasu | Speichersdorf |                  | Kemnath | Růžice kompasu |
| Růžice kompasu | Vorbach       | Sever            | Kastl   | Růžice kompasu |
| Růžice kompasu | Vorbach       | Neustadt am Kulm | Kastl   | Růžice kompasu |
| Růžice kompasu | Vorbach       | Jih              | Kastl   | Růžice kompasu |
| Růžice kompasu |               | Speinshart       | Trabitz | Růžice kompasu |

### Místní části
Obec má devět místních částí:
| - Baumgartenhof - Filchendorf - Firkenhof - Lämmershof - Mockersdorf | - Neumühle - Neustadt am Kulm - Scheckenhof - Tremau |

## Historie
Rané archeologické nálezy na Rauhen Kulm byly datovány do doby bronzové, pozdější jsou z doby halštatské (přibližně 800–450 př. n. l.). První trvalá osídlení se pravděpodobně objevila až kolem roku 1000. Neustadt se nachází ve středu historického sídelního prostoru Flednitz. Stopu osídlení okolí Neustadtu zanechaly také slovanské kmeny - dosah slovanských osad sahal až téměř k Bamberku. 
V roce 1281 norimberský purkrabí Fridrich III. získal hrady Leuchtenberg a hrad na Rauhen Kulm a k nim náležící vesnice, včetně Filchendorfu. Se svolením císaře Karla IV. založili norimberští purkrabí v roce 1370 město mezi vrchy Rauhen Kulm a Kleiner Kulm, které se původně jmenovalo "Newenstat inter Kulmen". V roce 1413 byl  v Neustadtu am Kulm založen karmelitánský klášter. Neustadt patřil nejprve k farnosti v Mockersdorfu, svůj vlastní farní kostel získalo město až během reformace.
Třicetiletá válka a mor vedly k téměř úplnému zničení města. Město přešlo pod knížectví Bayreuth, které však v roce 1792 získalo dědictvím pod svou vládu Pruské království. V  roce 1803 v důsledku prusko-bavorských úprav hranic se území posunulo do Bavorského kurfiřtství. 
Ke konci druhé světové války 19. dubna 1945 bylo město těžce poškozeno nálety amerických bombardérů. Přitom bylo zničeno historické centrum města včetně středověkých městských bran.

## Pamětihodnosti
- Barokní městský kostel Nejsvětější trojice (evangelicko-luteránský), pocházející z bývalého karmelitánského kláštera Neustädter, varhany z roku 1892 od výrobce Steinmeyera
- Farní kostel sv. Michala v Mockersdorfu (římskokatolický)
- Kruhové valy na jižní straně Rauhen Kulm (považovaný donedávna za sídliště z doby bronzové, nový archeologický výzkum však ukázal, že systém valů s největší pravděpodobností pochází až z 10. století, tj. z doby maďarských nájezdů.
- Rozhledna na Rauher Kulm
- Několik skalních sklepů na úpatí Rauhen Kulm (jeden z nich je přístupný veřejnosti)
- Částečně zachováné středověké městské hradby
- Hrad Filchendorf

### Přírodní památky
Nejvýznamnější památkou je 682 metrů vysoký čedičový kužel Rauhe Kulm s 25 metrů vysokou rozhlednou. Od roku 1949 je chráněn jako přírodní památka. Ve vesnici se nachází také skalní útvar Kleiner Kulm a na východ od Rauhen Kulm malý Kühhübel, jehož čedičový kužel byl již téměř vytěžen. 
Středověké hrady na obou vrcholech byly zničeny v roce 1554. Zachovaly se pouze minimální pozůstatky: zříceniny Rauhenkulm a Schlechtenkulm.
Rauhe Kulm byl v průzkumu Nadace Heinze Sielmanna EUROPARC Deutschland e.V. zvolen nejkrásnější přírodní památkou Německa roku 2013. Druhé místo obsadila Kamenná růže z blízkosti Saalburg-Ebersdorfu. Na třetím místě byla kamenná bota u Svatého Ingberta.